# Musa Evloev
Musa Gilanievich Evloev (født 31. marts 1993) er en russisk bryder, der konkurrerer i græsk-romersk stil.
Han repræsenterede ROC ved sommer-OL 2020 i Tokyo, hvor han tog guld i 97 kg.